# Nemamyxine
Nemamyxine é um gênero de mixinas com duas espécies descritas:
- Nemamyxine elongata
- Nemamyxine krefti.